# Вильховский, Семён Михайлович
Семён Михайлович Вильховский (16 апреля 1905 года, с. Мельниково, Валковский район, Харьковская область — 23 августа 1984 года, Днепропетровск) — советский военный деятель, Полковник. Герой Советского Союза.

## Начальная биография
Семён Михайлович Вильховский родился 16 апреля 1905 года в селе Мельниково Валковского района Харьковской области в семье крестьянина.
Работал в сельском хозяйстве. В школе не учился.

## Военная служба

### Довоенное время
5 октября 1926 года был призван в ряды РККА.
В 1929 году Вильховский закончил Харьковскую Школу Червонных старшин, после окончания которой Вильховский был назначен на должность командира стрелкового взвода.
В 1931 году вступил в ряды ВКП(б).
С октября 1931 года по октябрь 1940 года Вильховский служил на должностях командира стрелкового взвода и роты, единоначальника батальона, помощника и начальника штаба 121-го стрелкового полка 41-й стрелковой дивизии в городе Кривой Рог, в Северной Осетии и Дагестане.
В 1937 году сдал экзамены за семь классов в порядке командирской учёбы при Доме Красной Армии в Дагестане.

### Великая Отечественная война
До августа 1941 года Вильховский служил на должности помощника начальника учебного отдела Буйнакского военного пехотного училища. С августа 1941 года служил в Майкопе Северо-Кавказском военном округе на должности командира 129-го запасного стрелкового полка 26-й стрелковой бригады, с февраля 1942 года временно исполнял обязанности командира 197-й стрелковой дивизии, а в мае 1942 года был назначен на должность командира 862-го стрелкового полка той же дивизии, которая в августе была направлена на Юго-Западный фронт, преобразованный в Сталинградский.
Боевое крещение Вильховский получил в ходе обороны устья реки Хопёр в месте впадения её в Дон. Противник неоднократно предпринимал попытки форсирования реки на этом участке, но все они были отбиты. В октябре 1942 года полк под командованием Вильховского принимал участие в форсировании Дона и захвате плацдарма в районе посёлка Затонский. Этот плацдарм вскоре был соединён с плацдармом других армий фронта южнее города Серафимович и станицы Клетская. За отличие в этих боях майор Вильховский был награждён орденом Красной Звезды.
В конце октября 1942 года майор С. М. Вильховский был назначен на должность командира 196-го запасного стрелкового полка (3-я гвардейская армия, Донской фронт). Перед началом контрнаступления под Сталинградом 196-й запасной стрелковый полк был включён в состав кадрового 855-го стрелкового полка (278-я стрелковая дивизия (2-го формирования), 3-я гвардейская армия, Юго-Западный фронта). Майор Вильховский был назначен на должность заместителя командира этого полка, который был передислоцирован к станице Вёшенская, откуда 22 ноября 1942 года перешёл в наступление под названием «Малый Сатурн». Уже к 28 ноября полк достиг станицы Боковская, где противник оказал сопротивление. Бои затянулись до 19 декабря. 25 декабря была взята станица Селивановская, а 1 января 1943 года — станица Скосырская.
3 января 1943 года 278-я стрелковая дивизия была преобразована в 60-ю гвардейскую стрелковую дивизию, а 855-й стрелковый полк — в 185-й гвардейский стрелковый полк, командиром которого гвардии майор Вильховский был назначен 11 февраля 1943 года. К этому времени полк вышел к городу Каменск-Шахтинский на реке Северский Донец.
Весной и летом 1943 года 60-я гвардейская стрелковая дивизия действовала в составе 1-й гвардейской армии, а 185-й гвардейский стрелковый полк под командованием Вильховского принимал участие в боях за посёлок Новоайдар, а вскоре вышел к городу Красный Лиман, где держал оборону по реке Северский Донец.
К началу наступления по освобождению Левобережной Украины в августе 1943 года дивизия входила в состав 12-й армии. В сентябре 1943 года в ходе штурма города Павлоград (Днепропетровская область) полк Вильховского был в первом эшелоне. За освобождение города 60-я гвардейская стрелковая дивизия получила почётное наименование «Павлоградской», а гвардии подполковник Семён Михайлович Вильховский за умелое руководство полком при освобождении Павлограда был награждён орденом Александра Невского.
К концу сентября 1943 года полк под командованием Вильховского вышел к Днепру южнее Днепропетровска, откуда вдоль реки начал наступление на город Запорожье, освобождённый 13 октября 1943 года.
25 октября 1943 года полк под командованием Вильховского начал форсирование Днепра напротив острова Хортица, однако полку пришлось оставить остров и вернуться на левый берег.
В ночь на 26 ноября 1943 года штурмовые группы 185-го гвардейского стрелкового полка под командованием гвардии подполковника Вильховского форсировали Днепр и захватили небольшой плацдарм у села Разумовка (Запорожский район, Запорожская область). Со второй штурмовой группой на плацдарм переправился Вильховский, и под его командованием полк прорвал оборону противника, что позволило переправиться остальным частям 60-й гвардейской стрелковой дивизии.
Бои за Никополь шли до февраля 1944 года, когда он был освобождён. Полк под командованием подполковника Вильховского принимал участие в уличных боях.
Указом Президиума Верховного Совета СССР от 22 февраля 1944 года за образцовое выполнение боевых заданий командования на фронте борьбы с немецко-фашистскими захватчиками и проявленные при этом мужество и героизм гвардии подполковнику Семёну Михайловичу Вильховскому присвоено звание Героя Советского Союза с вручением ордена Ленина и медали «Золотая Звезда» (№ 3360).
С передачей 60-й гвардейской стрелковой дивизии в состав 5-й ударной армии полк принимал участие в Березнеговато-Снигирёвской операции. Наступление в степи между Никополем и рекой Ингулец проходило в тяжёлых погодных условиях, но 8 марта 1944 года полк под командованием Вильховского подошёл к реке Ингулец у села Давыдов Брод. Во время форсировании водной преграды противник открыл огонь из всех видов оружия по реке и противоположному берегу. Один из снарядов попал в наблюдательный пункт командира 185-го гвардейского стрелкового полка Вильховского, от чего 3 офицера погибло, а несколько получили ранения. Тяжёлое ранение получил и Семён Михайлович Вильховский, после чего он срочно был отправлен в тыловой госпиталь.
После лечения в армейском госпитале Вильховский был направлен для лечения в Кисловодск, а затем в Москву.

### Послевоенная карьера
В августе 1944 года после излечения Вильховский стал слушателем Военной академии имени М. В. Фрунзе, которую закончил в июле 1945 года, после чего служил: до февраля 1946 года командиром 589-го стрелкового полка (216-я стрелковая дивизия, Киевский военный округ), с февраля по июль 1946 года — 182-го горно-стрелкового полка (68-я стрелковая дивизия, Тебриз, Иран, Бакинский военный округ), с июля 1946 по апрель 1947 года — 158-м и 165-м отдельными стрелковыми батальонами 7-й и 13-й стрелковых бригад (Таврический военный округ), а с апреля по июль 1953 года работал на должности старшего инспектора отдела Военных учебных заведений Управления боевой и физической подготовки Закавказского военного округа в Тбилиси.
8 июля 1953 года полковник Семён Михайлович Вильховский вышел в запас, после чего жил и работал в Тбилиси, Моздоке, Днепропетровске, где и умер 23 августа 1984 года. Похоронен в Днепропетровске.

## Воинские звания
- Капитан (1938 год);
- Майор (1940 год);
- Подполковник (июнь 1943 года);
- Полковник.

## Награды
- Медаль «Золотая Звезда»[2];
- Орден Ленина[3](22.02.1944);
- Орден Ленина (19.11.1951);
- Орден Красного Знамени (05.11.1946);
- Орден Александра Невского[4] (02.10.1943);
- Орден Красной Звезды[5] (27.10.1942);
- Орден Красной Звезды (30.04.1945);
- Медаль «В ознаменование 100-летия со дня рождения Владимира Ильича Ленина» (06.04.1970);
- Медаль «За победу над Германией в Великой Отечественной войне 1941—1945 гг.» (9 мая 1945[6]);
- Юбилейная медаль «Двадцать лет Победы в Великой Отечественной войне 1941—1945 гг.» (7 мая 1965[7]);
- Юбилейная медаль «Тридцать лет Победы в Великой Отечественной войне 1941—1945 гг.»[8];
- Медаль «Сорок лет Победы в Великой Отечественной войне 1941-1945 гг.»[9];
- Медаль «Ветеран Вооружённых Сил СССР»;
- Медаль «30 лет Советской Армии и Флота»[10];
- Юбилейная медаль «40 лет Вооружённых Сил СССР»[11];
- Юбилейная медаль «50 лет Вооружённых Сил СССР» (26 декабря 1967[12]);
- Юбилейная медаль «60 лет Вооружённых Сил СССР» (28 января 1978[13]);
- Знак «Гвардия».

## Память
- Имя Героя высечено золотыми буквами в зале Славы Центрального музея Великой Отечественной войны в Парке Победы города Москвы.
- На могиле установлен надгробный памятник.